# Meistriliiga 2003
Die Meistriliiga 2003 war die 13. Spielzeit der höchsten estnischen Fußball-Spielklasse der Herren. Gespielt wurde von 13. März bis 2. November 2003, den Titel gewann Flora Tallinn zum dritten Mal in Folge.

## Vereine
| Verein             | Stadt      | Stadion                  | Kapazität |
| ------------------ | ---------- | ------------------------ | --------- |
| FC Flora Tallinn   | Tallinn    | A. Le Coq Arena          | 9.692     |
| FC TVMK Tallinn    | Tallinn    | A. Le Coq Arena          | 9.692     |
| FC Levadia Tallinn | Tallinn    | Kadrioru staadion        | 5.000     |
| FC Levadia Maardu  | Maardu     | Kadrioru staadion        | 5.000     |
| Tulevik Viljandi   | Viljandi   | Viljandi Linnastaadion   | 2.000     |
| JK Trans Narva     | Narva      | Kreenholmi staadion      | 2.000     |
| FC Kuressaare      | Kuressaare | Kuressaare linnastaadion | 2.000     |
| FC Valga           | Valga      | Keskstaadion             | 0452      |

## Abschlusstabelle
| Pl. | Verein               | Sp. | S  | U | N  | Tore    | Diff. | Punkte |
| --- | -------------------- | --- | -- | - | -- | ------- | ----- | ------ |
| 1.  | FC Flora Tallinn (M) | 28  | 24 | 4 | 0  | 105:210 | +84   | 76     |
| 2.  | FC TVMK Tallinn (P)  | 28  | 20 | 5 | 3  | 082:260 | +56   | 65     |
| 3.  | FC Levadia Maardu 1  | 28  | 15 | 4 | 9  | 054:300 | +24   | 49     |
| 4.  | JK Trans Narva       | 28  | 14 | 5 | 9  | 058:430 | +15   | 47     |
| 5.  | Tulevik Viljandi     | 28  | 8  | 6 | 14 | 044:560 | −12   | 30     |
| 6.  | FC Levadia Tallinn 2 | 28  | 8  | 4 | 16 | 044:630 | −19   | 28     |
| 7.  | FC Valga (N)         | 28  | 3  | 8 | 17 | 025:630 | −38   | 17     |
| 8.  | FC Kuressaare (N)    | 28  | 1  | 2 | 25 | 011:121 | −110  | 05     |

Platzierungskriterien: 1. Punkte – 2. Siege – 3. Tordifferenz – 4. geschossene Tore

| (M) | amtierender Meister     |
| (P) | amtierender Pokalsieger |
| (N) | Neuaufsteiger           |

### Kreuztabelle
| Spieltage 1–14     | FC Flora Tallinn | FC TVMK Tallinn | FC Levadia Maardu | JK Trans Narva | Tulevik Viljandi | FC Levadia Tallinn | FC Valga | FC Kuressaare |
| ------------------ | ---------------- | --------------- | ----------------- | -------------- | ---------------- | ------------------ | -------- | ------------- |
| FC Flora Tallinn   |                  | 2:2             | 2:0               | 2:2            | 3:1              | 3:0                | 3:2      | 7:1           |
| FC TVMK Tallinn    | 4:4              |                 | 1:1               | 4:0            | 4:0              | 0:0                | 4:1      | 3:0           |
| FC Levadia Maardu  | 1:2              | 0:3             |                   | 1:0            | 1:4              | 1:0                | 0:0      | 7:0           |
| JK Trans Narva     | 1:3              | 1:2             | 1:0               |                | 2:2              | 2:1                | 4:0      | 3:0           |
| Tulevik Viljandi   | 0:2              | 0:0             | 0:2               | 1:1            |                  | 3:1                | 3:3      | 0:0           |
| FC Levadia Tallinn | 1:4              | 0:3             | 2:3               | 0:1            | 2:1              |                    | 2:1      | 4:2           |
| FC Valga           | 0:4              | 0:3             | 0:3               | 2:2            | 1:2              | 1:1                |          | 0:0           |
| FC Kuressaare      | 0:4              | 0:4             | 0:6               | 0:3            | 0:4              | 3:9                | 2:1      |               |

| Spieltage 15–28    | FC Flora Tallinn | FC TVMK Tallinn | FC Levadia Maardu | JK Trans Narva | Tulevik Viljandi | FC Levadia Tallinn | FC Valga | FC Kuressaare |
| ------------------ | ---------------- | --------------- | ----------------- | -------------- | ---------------- | ------------------ | -------- | ------------- |
| FC Flora Tallinn   |                  | 2:0             | 1:0               | 2:0            | 2:1              | 4:1                | 5:0      | 17:0          |
| FC TVMK Tallinn    | 1:3              |                 | 2:0               | 4:3            | 8:1              | 6:1                | 3:1      | 5:0           |
| FC Levadia Maardu  | 1:3              | 1:4             |                   | 5:3            | 3:0              | 4:0                | 0:0      | 2:0           |
| JK Trans Narva     | 0:0              | 2:0             | 1:5               |                | 3:2              | 1:2                | 3:0      | 8:0           |
| Tulevik Viljandi   | 0:5              | 1:3             | 0:1               | 3:4            |                  | 2:0                | 3:1      | 5:0           |
| FC Levadia Tallinn | 1:3              | 1:4             | 1:1               | 1:3            | 4:2              |                    | 0:0      | 3:1           |
| FC Valga           | 1:7              | 1:3             | 0:3               | 0:1            | 0:0              | 4:1                |          | 4:1           |
| FC Kuressaare      | 0:6              | 0:2             | 0:2               | 1:3            | 0:3              | 0:5                | 0:1      |               |

## Relegation
| Datum             |                 | Ergebnis  |                 | Tore                                                                            |
| ----------------- | --------------- | --------- | --------------- | ------------------------------------------------------------------------------- |
| 12. November 2003 | JK Pärnu Tervis | 2:2 (2:2) | FC Valga        | 0:1 Raamat (10.), 1:1 Valejev (24.), 2:1 Savotškin (28.), 2:2 Tarassenkov (37.) |
| 22. November 2003 | FC Valga        | 3:0 (2:0) | JK Pärnu Tervis | 1:0 Antonov (33.), 2:0 Tarassenkov (43.), 3:0 Anniste (54.)                     |
| Gesamt:           | JK Pärnu Tervis | 2:5       | FC Valga        |                                                                                 |

## Torschützenliste
| Pl. | Spieler              | Verein              | Tore |
| --- | -------------------- | ------------------- | ---- |
| 1   | Tor Henning Hamre    | FC Flora Tallinn    | 39   |
| 2   | Andrei Krõlov        | FC TVMK Tallinn     | 22   |
| 3   | Ingemar Teever       | FC TVMK Tallinn     | 21   |
| 4   | Maksim Gruznov       | JK Trans Narva      | 16   |
| 5   | Argo Arbeiter        | FC Levadia Maardu   | 14   |
| 5   | Vjatšeslav Zahovaiko | FC Flora Tallinn    | 14   |
| 7   | Vladimir Tšelnokov   | FC Levadia Maardu   | 12   |
| 7   | Dmitri Lipartov      | JK Trans Narva      | 12   |
| 9   | Enver Jääger         | JK Tulevik Viljandi | 11   |
| 9   | Maksim Rõtškov       | FC Levadia Maardu   | 11   |
| 9   | Kristen Viikmäe      | FC Flora Tallinn    | 11   |
| 120 | Konstantin Karine    | JK Trans Narva      | 10   |